# Нуно'м-Ч'еєн
Нуно'м-Ч'еєн (д/н —між 820 та 830) — ахав Мутуля у 810-820-х роках. Насамперед відомий як «Темне сонце».

## Життєпис
Син ахава Нуун-Ухоль-К'ініча. Почав правити між 800 та 810 роками. На честь закінчення двадцятиріччя 9.19.0.0.0, 9 Ахав 18 Моль (28 червня 810 року) в Йашмутулі були встановлені стела 24 і вівтар 7. Напис на стелі спочатку належав до найдовших в Тікалі, але тепер від нього збереглися лише малі фрагменти. Стела 24 була встановлена перед «Храмом III» — останньою вражаючою спорудою в Тікалі. Ця піраміда досягає 55 м заввишки, а її святилище, в повній відповідності з найкращими традиціями династії, прикрасили дерев'яним різьбленим одвірком. Під пірамідою розташована гробниця Нуно'м-Ч'еєна.
Із самого початку володарювання зіткнувся з постійними війнами із царствами Сааль і К'анту, яких підтримував Папамаліль, калоомте з К'анвіцналя. Перебіг військових дій відомий недостатньо. Втім вже після 810 року мутульці припиняють монументальне будівництво. В цій боротьбі Нуно'м-Ч'еєн зазнав поразки, але невідомо що з ним сталося: за різними версіями загинув або помер десь у 820-х роках (можливо раніше).